# الشاوية (مجموعة إثنية)
الشاوية (بالأمازيغية: ⵉⵛⴰⵡⵉⵢⵏ ، إيشاوين ، بالدارجة الجزائرية: شَّأوِيَة) هم مجموعة إثنية أمازيغية تتواجد في الشرق الجزائري بالأخص في منطقة الأوراس. يتكلمون اللهجة الشاوية كلغة أولى والدارجة الجزائرية كلغة ثانية. وتعد اللهجة الشاوية الثانية بين اللغات الأمازيغية بعد اللهجة القبائلية في الجزائر.

## تأصيل

### الأصول الجينية
أهل الأوراس أمازيغ أقحاح تعود أصولهم لقبائل الماسيل النوميدية ، وهذا حسب دراسة جينية لأهل المنطقة بقيادة الباحث ان هوم بيول وايضا الباحث امين عبدلي وهو باحث في المخبر الوطني لعلوم البيولوجيا التابع لجامعة هواري بومدين بالأضافة الى الباحث تاركي بن حسين وهو من نفس المعهد للدراسات البيولوجية بجامعة الجزائر
نتائج الدراسة أوضحت نسبة عالية للسلالة E1b1b-M215 الأبائية الأمازيغية بحوالي 85.3% حيث تصدر أمازيغ المزاب أعلى نسب لسلالة E-M215 بالجزائر.
كما تأكد الدراسة أن أمازيغ بني مزاب والتوارق والشاوية و القبايل هم من نفس الأصول الأبوية فكلهم ينحدرون من السلالة الأب أو الجد E-M215

### أصل التسمية
الرأي الأول: أسم شاوي مأخوذ من الكلمة الأمازيغية "إيتش" والتي تعني "القرن" وهي إشارة إلى الإله النوميدي آمون، الذي تم تصويره على أنه له رأس إنسان مع قرني كبش. وفقًا لدي سلان، مترجم كتب ابن خلدون، فإن مصطلح "الراعي" للرجال الشاوي/الشاوي يشير إلى أمازيغ زناتة.
الرأي الثاني: شاوي في اللغة العربية هو المنسوب إلى الشاء وهي جمع شاة ، وجمع شاوي شاوية. جاء في مقدمة ابن خلدون: «كما أن الشاوية أهل القيام على الشاة والبقر لما كان معاشهم فيها فلهذا لا يختصون بنسب واحد بعينه الا بالعرض ولذلك كان النسب في بعضهم مجهولا عند الأكثر وفي بعضهم خفيّا على الجمهور»، وذكر ليون الافريقي في وصف إفريقيا عن «الشاوية»: «ومن كان معاشه في السّائمة مثل الغنم والبقرة، فهم ظعّن في الأغلب (أي يلجأون للترحال) سعيًا وراء المسارح والمياه لحيواناتهم، لارتياد المسارح والمياه لحيواناتهم فالتّقلّب في الأرض أصلح بهم، ويسمّون (شاوية)، ومعناه (القائمون على الشاه والبقر) ».

## ثقافة

### لغة وتوزع

خريطة توزع الشاوية في الشرق الجزائري

يتحدث الشاويون باللهجة الشاوية لغةً أولى والدارجة الجزائرية لغة تواصل مشترك أو لغة ثانية، لكن هناك أيضا الناطقين بالعربية (الدارجة) كلغة أولى، ويرجع ذلك إلى السياق التاريخي لمنطقة الأوراس والمناطق المحيطة بها. هناك العديد من المتغيرات اعتمادا على القبيلة. ويقدر عدد المتحدثين بالشاوية بنحو 2,870,000 متحدث تقريبا.[بحاجة لمصدر] يتمركز الناطقون بالعربية (الدارجة) في ولايات ميلة (التلاغمة، شلغوم العيد)، قسنطينة (قسنطينة، الخروب، عين اعبيد)، سطيف (سطيف، العلمة) ، المسيلة، وادي سوف وفي خط التماس مع قبائل الحدرة. أما الناطقون بالشاوية يتوزعون على ولايات سوق أهراس، تبسة، قالمة، خنشلة، أم البواقي، باتنة، بسكرة.
وبشكل عام فإن أهم تمركز للشاوية في ولاية خنشلة وولاية أم البواقي وولاية سوق أهراس وولاية تبسة وولاية باتنة وولاية بسكرة.

### مجتمع
مجتمع منطقة الأوراس وجنوب الجزائرعموما قبلي أوعروشي. وينقسم الشاوية لعدة عروش.
هوارية ومنها الحراكتة وقبيلة الحنانشة والنمامشة والسقنية والعمامرة وبني بربار... إلخ وهم عموما في المنطقة الممتدّة من تبسة وخنشلة وعين البيضاءو عين الطويلة ومسكيانة (ميس نالكاهنةّ «ديهيا») جنوبا وإلى بلدية تاوزيانت غربا ومن حدود ولاية الوادي مع ولاية تبسة وولاية بسكرة مع ولاية خنشلة جنوبا.
زناتة ومنها بني أوجانة، وأيث داود وأيث بوسليمان وأيث عبذي والتلاغمة وبني صالح في عنابة والطارف وبني يفرن (وأولاد دراج والبوازيد: أولاد أحمد بن بوزيد وهم اليوم ناطقون بالعربية)...إلخ
- قبيلة النمامشة ويتكون من ثلاثة عروش البرارشة، العلاونة وأولاد رشاش وهم بولايتي تبسة وخنشلة.
- قبيلة أولاد خيار.
- عروش بني مزلين، أولاد ضاعن.
- عرش المحاتلة بمداوروش
- عرش القرفة يتكون من (بن وجانة، الأعشاش، أولاد داود).
- عرش سلاوة الخرارب (سدراتة، سلاوة، أولاد سي خليفة، أولاد سي عمر، أولاد قاسم، بني وجانة، أولاد داود، أولاد سي موسى، ووو..).
- عرش الحراكتة (يسمى أيضًا العوادي) ويتكون من أربعة بطون أساسيين ألا وهم: أولاد عمارة، أولاد سعيد، أولاد خنفر وأولاد سيوان ومعهم خرارب شراقة والغرابة.
- عروش أولاد اعزيز، إعُلمين (يقال أصلهم من عُلمة سطيف)، أولاد محاوش بالبحيرة الطويلة، بأم البواقي.
- عرش السقنية وهو يتكون من عروش: أولاد محبوب، أولاد قاسم، أولا أجحيش، أولاد أسباع، أولاد أمساعد وأولاد عاشور و...).
- عرش أولاد بلعقال البرّانية: وهو يتكون من أولاد بلعقال، أولاد سلام، أولاد أعزيز وأولاد أملول.
- عرش عامر الشراقة، يتكون من: لحْساسنة، عامر سراوات، أولاد ناصر، لمراشدة. وهم من أصل عامر لغرابة بسطيف ويرجع أصلهم إلى قبائل سدويكش الكتامية.
- عرش أولاد عنان.
- عرش التلاغمة.
- شاوية بلّزمة سَهلا وجَبلاً وتتكون من عدة عروش وهم: أولاد بوعون، أولاد أمهنة، أولاد أُوجرتان، أولاد مناع، أولاد محمد بن فروج، حراكتة الجرمة، ثلاث، هوارة، ألحاليمية، أولاد فاطمة.
- شاوية جبل بوعريف وهم كالتالي: حراكتة المعذر، أولاد سي علي تاحمامت.
- امازيغ بني صالح المعربيين: وهم عرش ينتمي إلى قبيلة زناتة الأمازيغية ينتشرون في ولايات الطارف سوق اهراس قالمة وعنابة ومركزهم الأساسي بلدية شيحاني ولاية الطارف.
- عرش لعشاش بتيمقاد وشْمُرّة.
- عرش أولاد أشليح.
- عرش أولاد سيدي يحي بن زكري.
- عرش أولاد فضالة..
- عرش أولاد معافة
- عرش بني فرّح.
- عرش لعمامرة.
- عرش بني أوجانة بالأوراس .
- عرش أولاد عبدي بالأوراس .
- عرش أولاد عزوز بالأوراس .
- عرش أولاد داود بأريس ونواحيه وخرج من بطن هذا العرش اب الثورة التحريرية، الشهيد البطل مصطفى بن بولعيد..
- عرش بني بوسليمان بتكوت ونواحيها.
- عرش غسيرة.
- عرش مشونش ويتكون من: بني أحمد، بني حسان أولاد العلوي.
- عرش جبل لحمر خدو ويتكون من: بني ملكم، أولاد أزرارة، أولاد عبد السلام، أولاد بلقاسم، لعشاش، أولاد سليمان بن عيسى، أولاد يوب، أولاد عبد الرحمان لكباش .
- عرش جبل ششّار ويتكون من : بني بربار، بني عمران، بن ملول، أولاد سلطان (وهم لعشاش، أولاد تيفورغ، أولاد معافة) والبرّاجة .
- عرش أولاد سلطان ويتكون من : أولاد سي لحسن، أولاد أحمد، أولادجّمة، أشعابنة، أولاد بلقاسم بن يحي، أولاد حمود، أولاد سي سليمان، أولاد أرحاب، أولاد طالب، أولاد بشينة، أهل إسومار، لبرّاكنة، أولاد زانة، أولاد سي زْرا، أولاد زعابيب، أرواقد..
- بني يفرن (نقاوس) .
- عرش أولاد علي بن صابور ويتكون من : أولاد سعيدي، أولاد أعمر بن مهدي، أولاد حمانة، أولاد علي بن عبد الله، أولاد سي لحسن، أولاد بوروبة، أولاد بوعجينة، أولاد حمزة، أولاد محبوب، أولاد أنصر.
- عرش أولاد سلام ويتكون من : أولاد بوسعيد، أولاد حداد، أولاد غادي، للإرادة، أولاد ميرة، أولاد أمسعد، أولاد سعيد، أولاد أمبارك، أولاد مسعود.
- عرش أولاد عبد النور ويتكون من : أولاد لحايف، لبراسة، أولاد زرقة، أولاد بلخير، أولاد زعيم، أولاد بلهوشات، أولاد بوحوفان، أولاد مخانشة.
- عرش العلمة ويتكون من دواوير السابقة التالية : بازر سَكرة، بلاعة، مريوت، تّلة.
- عرش ريغة ويتكون من : أولاد يحي بن أمساهل الريغي وهم (أولاد أبراهم، أزغابة، أولاد أمحمد بن يحي (أولاد بيبي)
- أولاد أمطاع بن يحي (ما يُسمى اليوم ريغة)
- أولاد عيسى بن يحي(ما يُسمى اليوم ريغة)
- أولاد أعمر بن أسباع، أولاد المداسي
- أولاد موسى بن يحي (المّواسة)، أولاد مَشتة، أولاد عبد الواحد
- أولاد سي أحسن
- لقرافة، بني شيبة، أولاد أمْحلة
- أولاد عبد الرحمان «اه عبد الرحمان» منطقة اكباش بين ولاية بسكرة وباتنة.
- ايت داود
- ايت سعاده
- ايت عبدي
- ايت عزوز
- اه فرح (زعطوط)
- ايث سلطان
- حيدوسة
- أولاد سيدي عيسى
- أولاد حفصة القرعة
- ايث فاطمة
- اث بوسليمان
- إغوسار
- آيث اشليح
- آيث سيدي يحيى
- لحراكته
- آيث معافة
- بني فضالة
- اتوابة
- آيث سلام
- آيث علي
- أولاد فاضل
- ريغة
- أولاد رحمون
- أولاد رغيس
- جغامة
- والاد يعقوب
- والاد عبد الواحد
- بني علي
- بني عزيز
- بني املول متواجد حاليا في لمصارة ولاية خنشلة بكارية ولاية تبسة عين الزيتون ولاية أم البواقي الشمرة ولاية باتنة سوق نعمان ولاية ميلة مشونش ولاية بسكرة...إلخ
- أولاد سعيد، (”سهل الرميلة قايس حدوده’الحامة.عين الزيتون.فايس.شليا.اولاد يعقوب“)
- آيث مهنة، (وادي الماء، الحاسي، ثخناقث نو زمور، بلدية ثامهريث، عين جاسر)
- آيث حريزة(وادي الماء، بلزمث)
- إحليميين (وادي الماء، الحاسي، ثخناقث نو زمور، شير نييسان، غيل أوقلالوش، عين جاسر)
- أولاد الغوار، أولاد خلفون، أولاد بوشارب، أولاد بعارة، أولاد عزدين، أولاد عمارة، أولاد سليم، أولاد مسلم، أولاد اوعلي وهية .

### ملابس

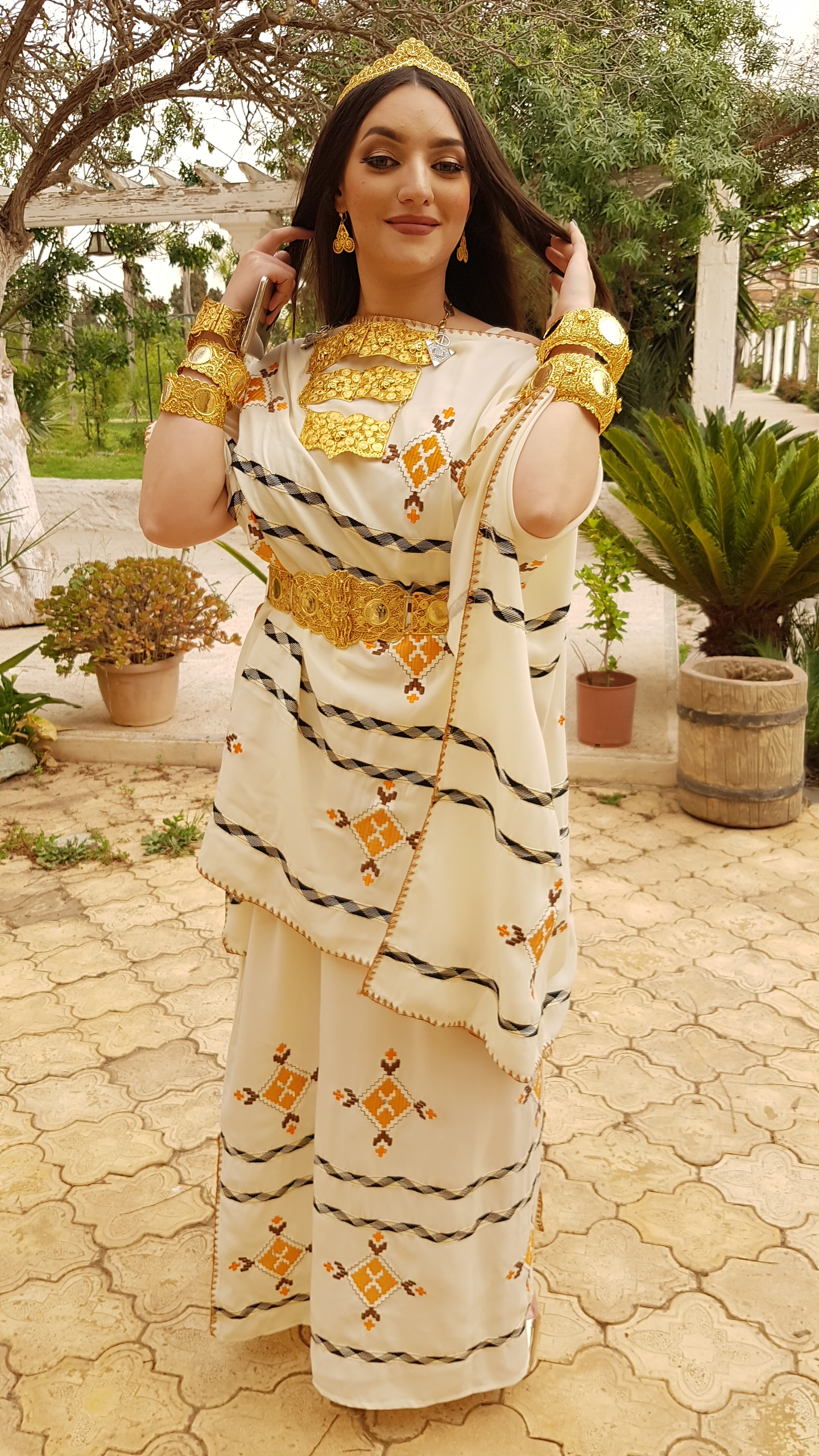
الملحفة الشاوية في شكل عصري

اشخاص من مدينة آريس بولاية باتنة يرتدون القشابية

تعرف منطقة الأوراس أو بلاد الشاوية بالشرق الجزائري بموروث ثقافي غني وبعادات وتقاليد متنوعة منها: اللباس الشاوي للمرأة الشاوية، اللباس التقليدي للرجل الشاوي، الحلي التقليدية والمطبخ الأوراسي، وبالتفصيل:
- الملحفة: هي اللباس التقليدي الأول الذي يميز المرأة الأوراسية، ويتكون من لحاف عريض، متموج يغطي جسد المرأة، مزين بخطوط صفراء وزرقاء، بها نقوش ترمز للحرية وفك القيود، وهي معروفة بلونيها الأسود والأبيض، غير أنه في الوقت الحالي ظهرت الملحفة الشاوية المعاصرة المتعددة الألوان والموديلات. وما يزيد هذا اللباس بهاء ورونقا هو الحلي الفضية التي تتزين بها المرأة الشاوية من رأسها كالجبين إلى قدميها كالخلخال مع ذكر الخلال وهو الحلي الفضي التلي الذي تمسك به المرأة طرفي الملحفة من الكتاف وأعلى الصدر، كذلك نجد البزيم وهو المعروف في وقتنا بالبروش، المقياس ويوضع في معصم المرأة، المشرف تتزين به في الأذن، وهي من أهم الحلي التقليدية.أما البرنوس فهو اللباس التقليدي الأصيل للرجل الشاوي، مصنوع غالبا من الصوف، الوبر وخيطان الحرير، وهو بألوان متنوعة : الأبيض، الأسود والبني، يتزين به الرجل في الأفراح والمناسبات المهمة.

- القشابية : هو لباس تقليدي رجالي يتميز به سكان الأوراس ، وتصنع من الوبر والصوف الخالص، وهي ذات قيمة عالية في دول شمال أفريقيا الذين يفضلون ارتدائها ويتفاخرون بها تبعا لجمالية وفعالية القشابية التي يرتديها السكان المحليون لمقاومة البرد القارص في الشتاء، خصوصا في الهضاب العليا التي تنزل بها درجة الحرارة في فصل الشتاء إلى ما دون الصفر.

## التاريخ

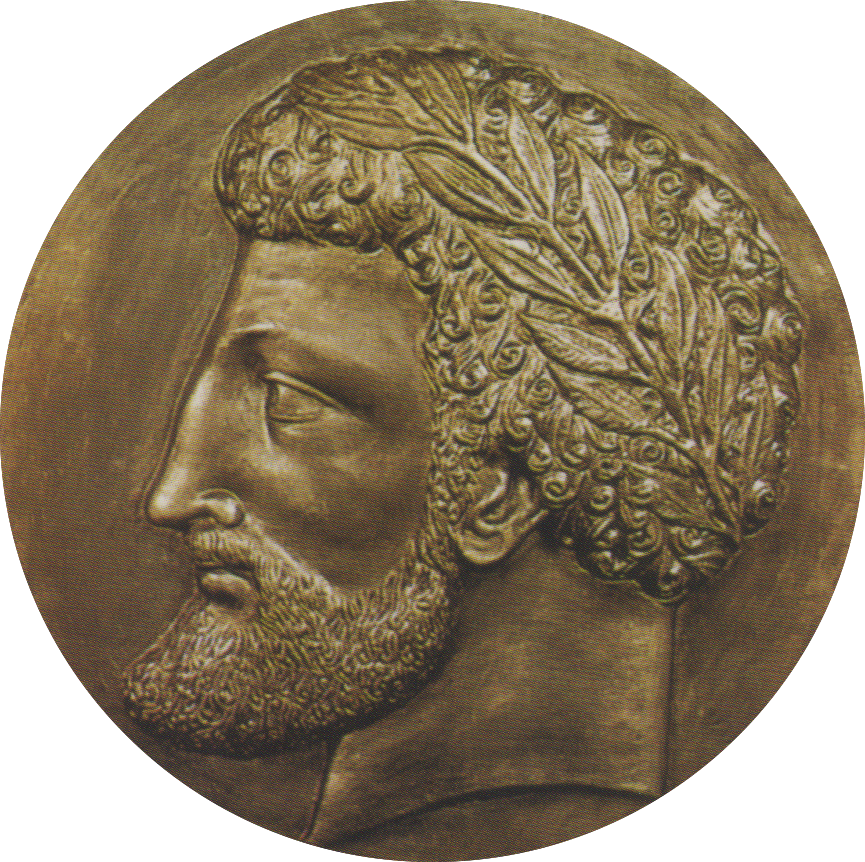
الملك ماسينيسا

### الفترة الرومانية
في القرن الأول ميلادي وقعت المملكة النوميدية تحت سلطة الإمبراطورية الرومانية بعد تلك الخلافات والنزاعات التي ظهرت بين القبائل الأمازيغية، في هذه الفترة شهدت منطقة الاوراس تطوير زراعة الحبوب القمح والشعير والزيتون النشاط الرئيسي للسكان، غير أن المستفيد من ذلك كانت روما وتحولت المنطقة في هذه الفترة إلى مطمورة قمح تمون أوربا كباقي المدن الجزائرية، غير أن الثورات البربرية الثائرة في منطقة الأوراس ضد هذا الوجود حالت إلى طرد الرومان من كل المنطقة مخلفين شواهد أثرية مثل الضلعة، الرحية آثار سيقوس، ضريح إيمدغاسن الذي شيد عام 300 قبل الميلاد ويعتبر أقدم نصب للدولة النوميدية في الجزائر، مدينة تيمقاد الرومانية وهي مدينة الرومان الرئيسية في أفريقيا في عهد تراجان. تازولت العاصمة النوميدية السابقة في شمال أفريقيا، مادور، خميسة، تيفاش، طاغاست، هيبون، نقاوس مدينة الروم القديمة، موقع تمثال الملكة ديهيا الكاهنة، جبل بلزمة، منطقة تجمع الرومان اريس، كالاما (قالمة)

### الفترة الوندالية
في هذه الفترة شهدت منطقة الشاوية تدهورا اجتماعيا واقتصاديا، كما خرب الوندال كل المنشآت التي خلقها الرومان وحتى مراكز التبادل التجاري لحقها الخراب الشامل، المقاومات العارمة التي قادها سكان منطقة الأوراس أسفرت على طرد الوندال واسترجاع المنطقة محطمة ومدمرة تماماً مثل طاغاست.

### الفترة البيزنطية
الأحداث التي تعاقبت على منطقة الأوراس والهضاب العليا لمزاياها العديدة فبعدما طرد البربر الوندال حل البيزنطيون بقيادة سولومون، في هذه الفترة جرد أهل المنطقة من ممتلكاتهم وأراضيهم الخصبة، كما شيد البيزنطيون قلاعا ومراكز مراقبة تعتلي الجبال وتضمن مراقبة كل السهول الممتدة والأراضي الخصبة الغنية بالقمح الشعير، من آثار هذه الفترة قلعة قاديوفالا بقصر صباحي.

### الفتوحات الإسلامية

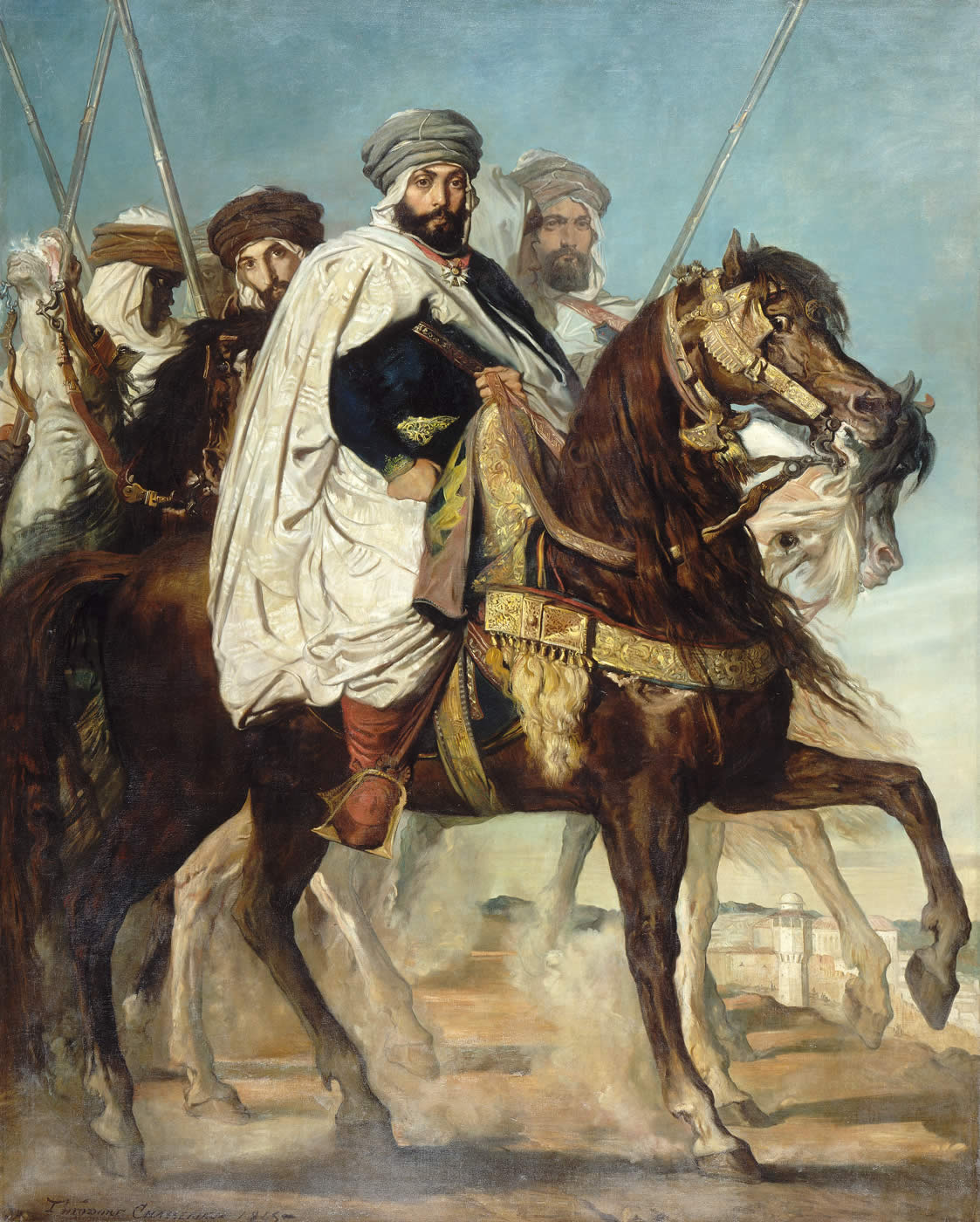
صورة لخليف قسنطينة علي بن حامد زعيم قبيلة الحراكتة في الفترة العثمانية

لاقت الفتوحات الإسلامية في أولى طلائعها مقاومات شرسة قادتها زعيمة الأوراس ديهيا أو الكاهنة التي هزمت حسان بن النعمان في مسكيانة وأسرت خالد بن يزيد، هذه المقاومة الأمازيغية تحركت لاعتقادهم بأن جيش الفتح الإسلامي ما هو إلا غازي مثل سابقيه ولكن بعدما أيقنوا مهمة الفاتحين اعتنقوا الإسلام خاصة بعدما هزمت الكاهنة، كما ساهم الأمازيغ بقيادة طارق بن زياد في فتح الأندلس.
بعد فتح منطقة الاوراس واعتناق الأمازيغ الإسلام، توالت العديد من الدويلات أو الخلافات الإسلامية على هذه الولاية مثل الأمويين ثم الأغالبة الذين أعادوا إلى المنطقة توازنها الاجتماعي واستقرارها الأقتصادي، كما عرفت منطقة الاوراس رخاء معتبرا خلال عهد الفاطميين وأزدهرت بها العلوم والفنون، أنقلبت هذه الأوضاع إلى حالة سيئة عند حلول الهلاليين وشهد الأقتصاد ومختلف المجالات ركودا وتدهورا وعاشت في هذه الفترة نوعا من البؤس والتأخر.
في العهد الموحدي أي خلال القرن الثاني عشر، استرجعت المنطقة استقرارها في إطار توحيد بلاد المغرب وأخذت الأمور الثقافية، الاجتماعية والاقتصادية تزدهر خاصة لوقوعها في منطقة إستراتيجية تربط بين القيروان والجزائر.

### العهد العثماني

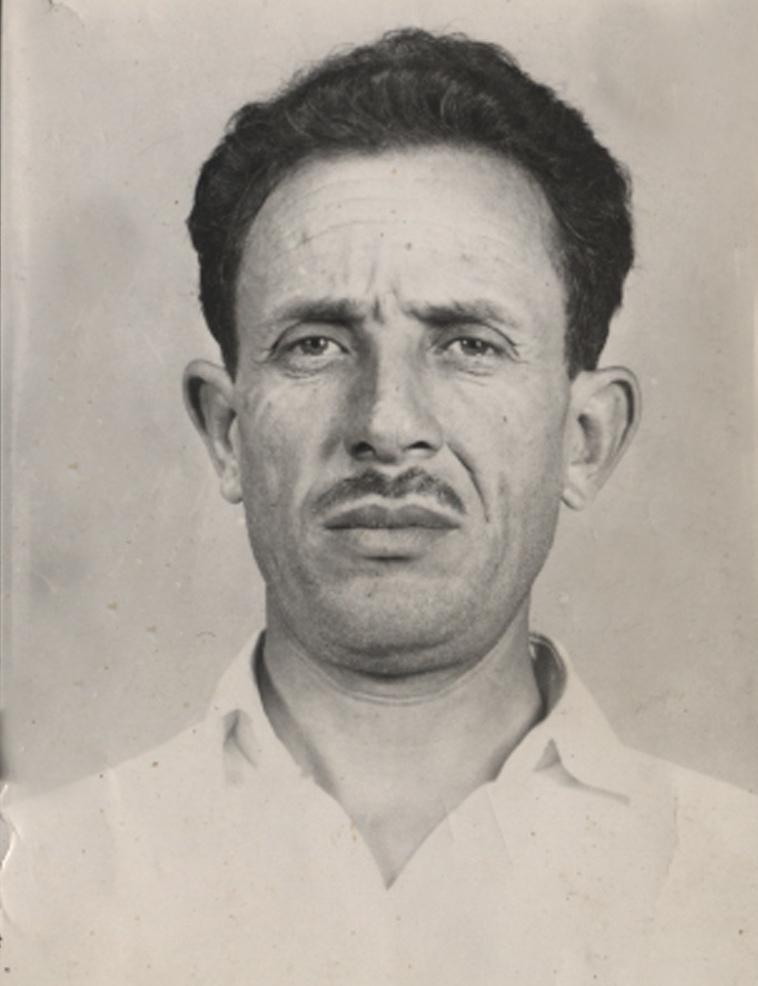
مصطفى بن بولعيد الملقب بـ "أسد الأوراس"

أبدت مناطق الشاوية عديد المقاومات للإحتلال العثماني، إذ كان سكان جبال الأوراس وضواحيها كلهم عصاة لا يتصرف فيهم الأغا أو الباي ، بل كانو يكنون الإحترام للمرابطين الممثلين للسلطة الدينية التي كانت تستعملهم الدولة العثمانية للتواصل مع القبائل الشاوية، ونذكر من هذه القبائل تلك التي قامت بثورات كثورة السويد والأمحال والدرقاوة والتيجانية وتأثرت بها الجهات الغربية والجنوبية من الإيالة وتزايد نفوذ المجموعات القبلية الكبرى التي أصبحت تسيطر على ثلثي بايلك الشرق حتى اضطر البايات التعامل معها والاعتراف بزعامة شيوخها كالنمامشة والحنانشة والحراكتة وقصر الطين جنوب سطيف، أولاد بوعزيز ببلزمة وأولاد بوضياف بالأوراس الأوسط والشمالي وأولاد قاسم بجنوب شرق قسنطينة

### الاحتلال الفرنسي

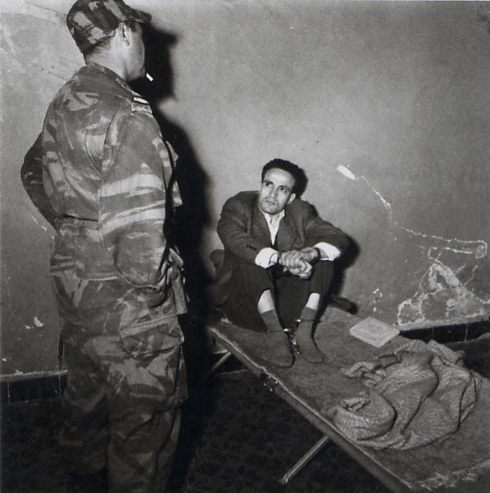
العربي بن مهيدي في أيامه الأخيرة

لم تنجح جيوش الاحتلال الفرنسي في إسقاط منطقة الاوراس إلا بحلول سنة 1842 م، قاوم سكان الشاوية الاحتلال الفرنسي للجزائر بمعارك ومقاومات متأججة، عندما اندلعت ثورة التحرير الجزائرية في 1 نوفمبر 1954م، ساهمت المنطقة بالنفس والنفيس في إنجاح الثورة التحريرية المباركة خاصة لوقوعها ضمن الولاية الأولى التاريخية، وأنجبت العديد من الشهداء الأبرار والثوريين الأفذاذ أمثال : مصطفى بن بولعيد، الحاج لخضر، سي الحواس، الطاهر الزبيري، باجي مختار، العربي بن مهيدي وعباس لغرور، خلال هذه الفترة عاش سكان الأوراس ظروفا قاسية جدا على جميع الأصعدة.

### مرحلة الاستقلال

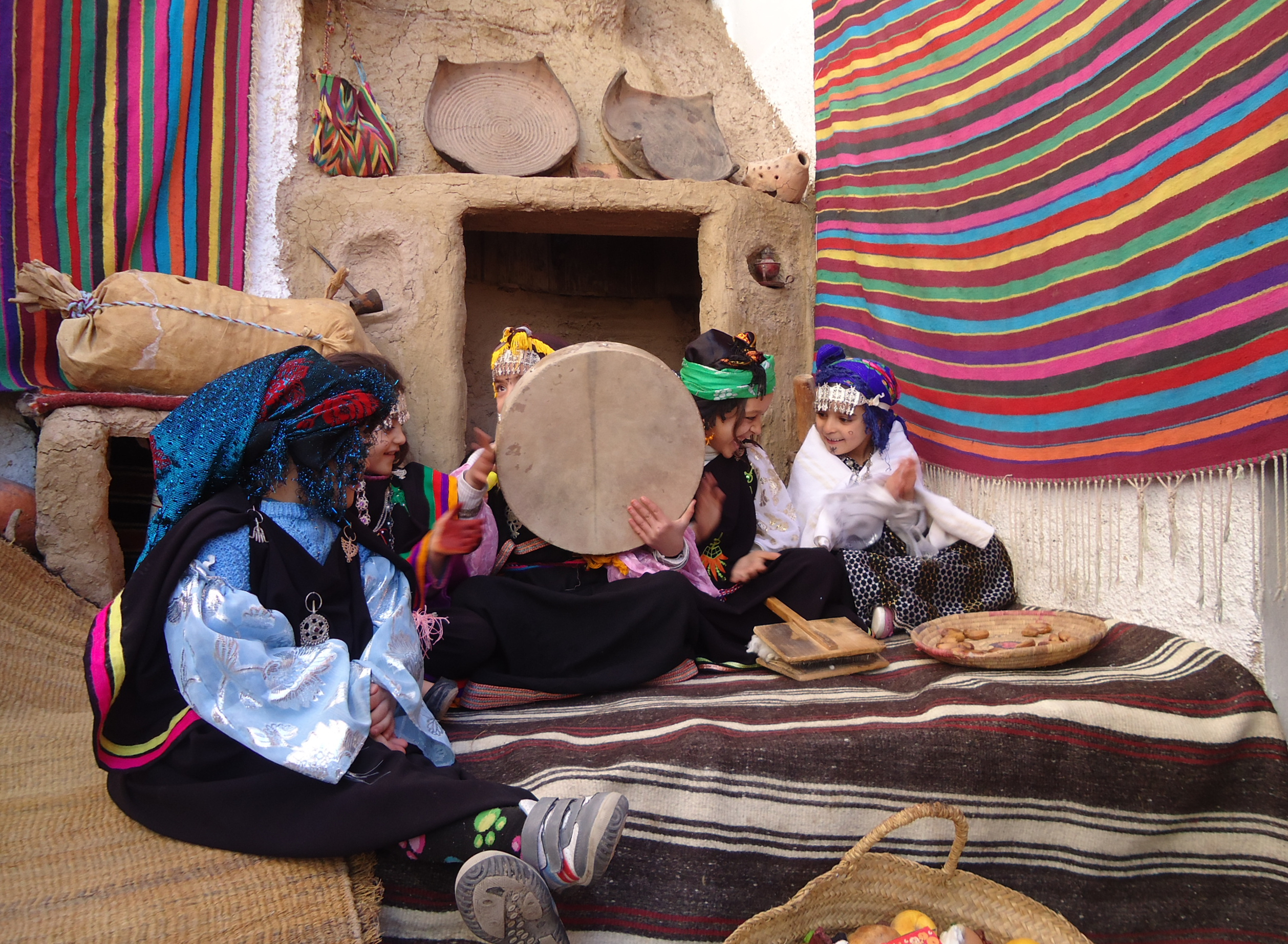
عيد تيفاسوين في الأوراس

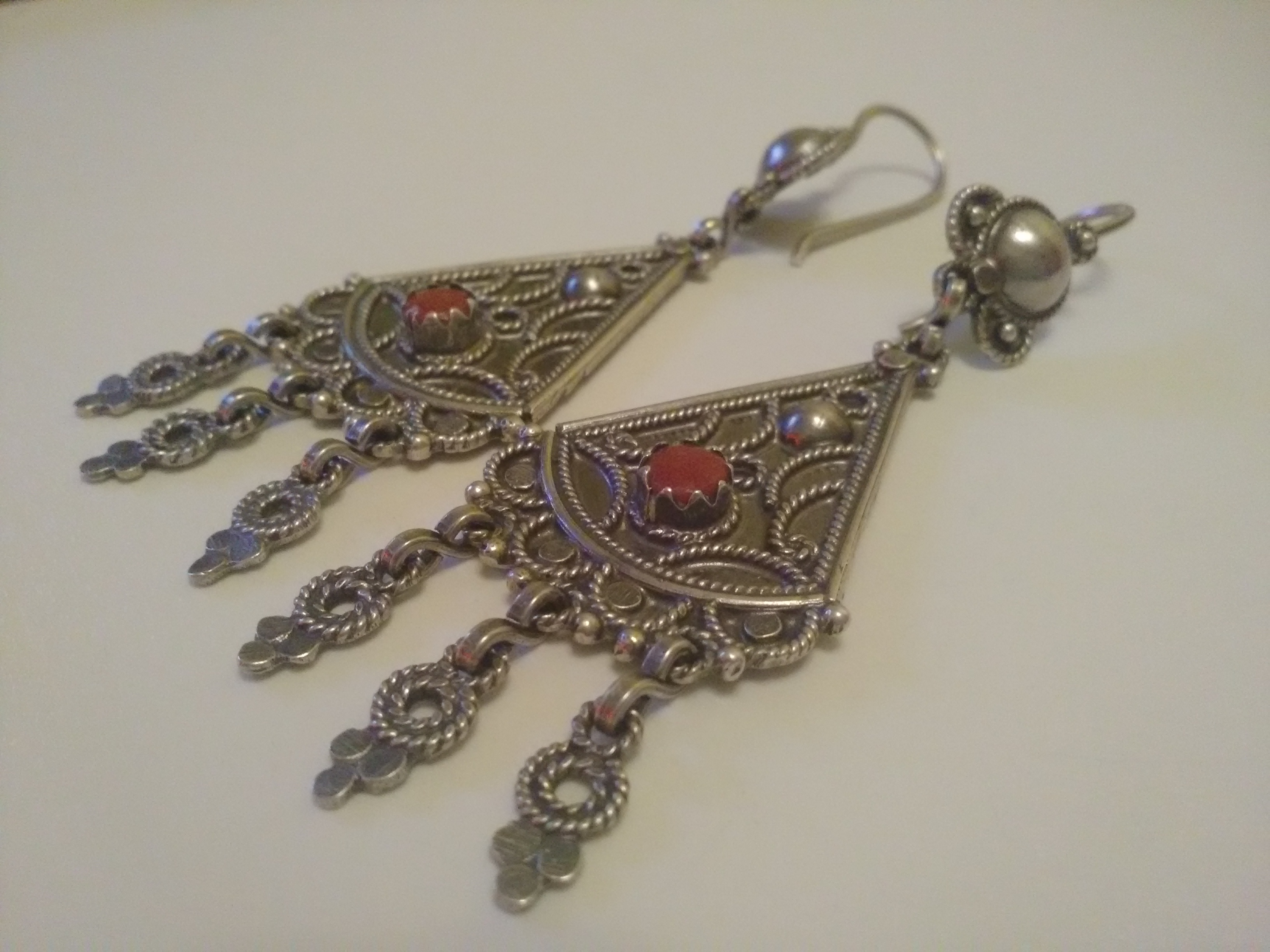
الصناعات التقليدية شاوية

عرفت المنطقة تطورا عمرانيا كبيرا خلال فترة الاستقلال مع نمو اقتصادي واجتماعي كبير كباقي مناطق الجزائر، حققت إنجازات هائلة في ظرف وجيز والعديد من المنشآت الصحية والتربوية، وكذا إنجاز بنية تحتية هامة في جميع القطاعات، واحتضانها للعديد من التظاهرات الثقافية والرياضية على المستوى الجهوي والوطني.

## الرياضة
- ترجي قالمة
- شباب قسنطينة
- اتحاد الشاوية
- اتحاد خنشلة
- شباب أوراس باتنة
- الوفاق الرياضي سوق أهراس
- اتحاد عنابة
- اتحاد تبسة
- مولودية باتنة
- جمعية عين البيضاء

## المهرجانات
- مهرجان تيمقاد، ولاية باتنة

## المطبخ

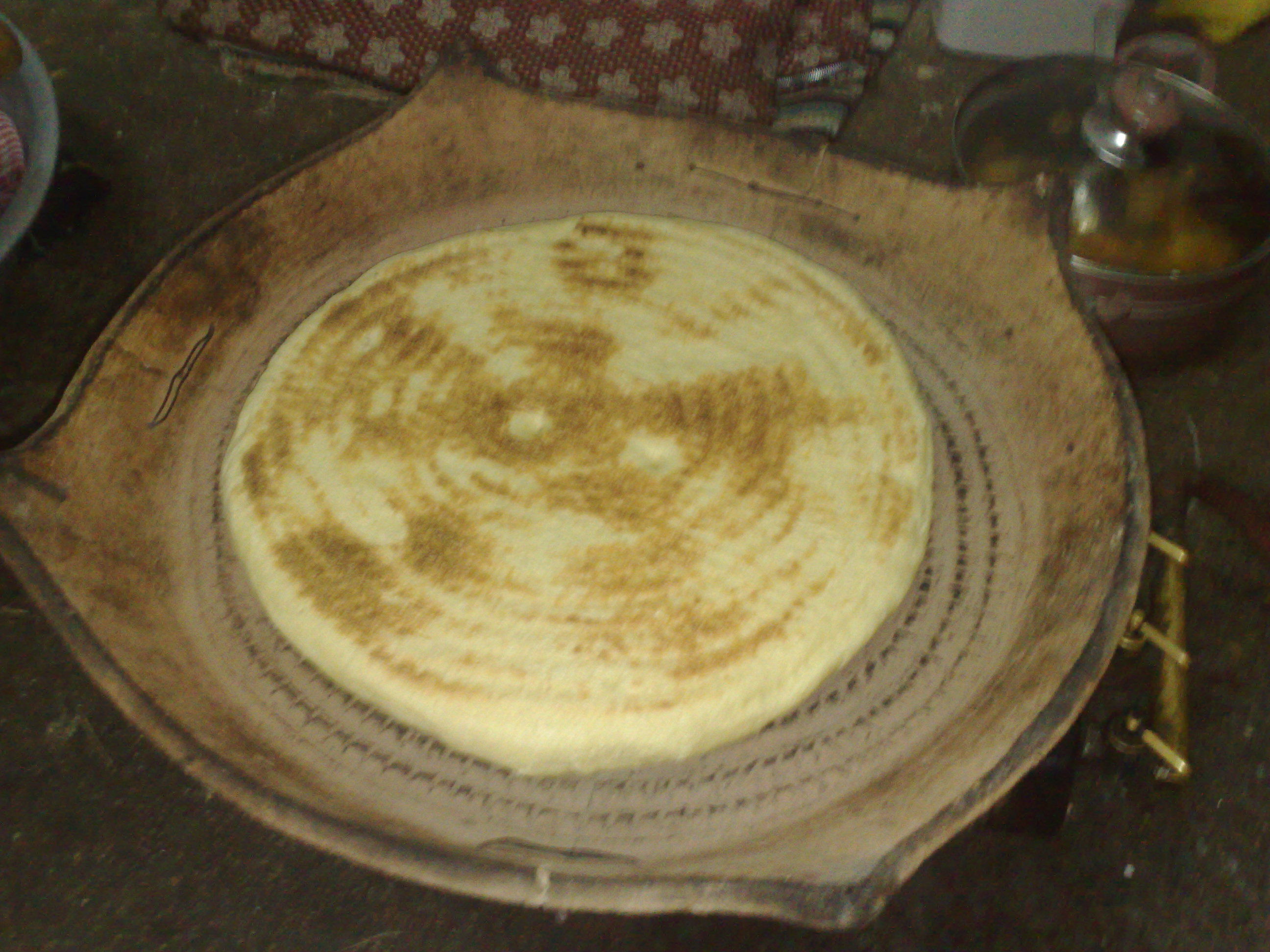
الرغيف الشاوي (أرخساس)

المطبخ الشاوي: متنوع وغني منه : الكسكس أو البربوشة، الشخشوخة، الرفيس الزراوي باللوز والعسل والزبدة، الغرايف،.. وهي أطباق تحضر في الاعراس والمناسبات. كذلك نجد العيش، الشرشم، أم الرزايم والكسرة..إلخ. كلها أطباق لذيذة تعدها المرأة الشاوية وتتوارثها الأجيال.
- أشخشوخ أو الشخشوخة
- أبربوش أو الكسكسي أو السكسو
- إيوزان أو التشيشة
- همافاست أو لمحاجب
- أرباز أو البطوط وهو أنواع
- بولفاف
- زيراوي
- الرفيس
- المطلوع، (الكسرة)
- الروينة

## شخصيات بارزة
العلماء
- شهاب الدين التفاشي: عالم وكاتب وشاعر، اشتهر بكتبه حول علوم الموسيقى والأحجار وكذا الشبقية
- شيخ العربي التبسي أحد أعمدة الإصلاح في الجزائر، وأمين عام جمعية العلماء المسلمين الجزائريين والمجاهد البارز الذي خطفته يد التعصب والغدر الفرنسية عام 1957م.
- محمد الشبوكي، عضو في جمعية العلماء المسلمين الجزائريين، شاعر وأديب وكاتب.
- مالك بن نبي، مفكر في علم الاجتماع والفلسفة.

مجاهدون
- محمد الكبلوتي: أحد رموز المقاومة الشعبية في الجزائر
- باجي مختار، شهيد وعضو في مجموعة الـ 22 التاريخية[بحاجة لمصدر]
- سويداني بوجمعة، مجاهد وشهيد.
- هواري بومدين، الرئيس السابق لجمهورية الجزائرية.
- مصطفى بن بولعيد، قائد الولاية الأولى (الأوراس)
- علي زغدودي المدعو بلخير، شهيدا، قائد الكتيبة، بطل معركة أم النسور 1958.

سياسيون
- محمد الشريف مساعدية: مجاهد تقلد مناصب عليا في الدولة الجزائرية بزغ نجمه بعد وفاة هواري بومدين.
- مقداد سيفي: سياسي جزائري.

أدب
- الطاهر بن عبد السلام، شاعر
- الطاهر وطار: روائي مؤسس الجاحظية، رائد حركة التعريب في الجزائر
- مصطفى كاتب: مسرحي من رواد المسرح الجزائري.
- كاتب ياسين: كاتب فرونكوفوني.

سينما
- أيوب عمريش مؤلف وممثل ومخرج مسرحي وسينمائي ومنشط إذاعي.
- محمد الصالح محفوظي مخرج سينمائي
- أحمد راشدي، مخرج سينمائي.
- محمد حزرولي، مخرج سينمائي.

وزراء
- رشيد حراوبية: وزير التعليم العالي والبحث العلمي سابقاً.
- عبد المالك قنايزية: وزير منتدب بوزارة الدفاع الوطني سابقاً.
- الطاهر زبيري: ثوري مشهور قاد حركة تمرد فاشلة ضد هواري بومدين.
- دراية أحمد، مجاهد ومدير الأمن الجزائري.
- ليلى زروقي: خبيرة قانونية في مجال حقوق الأنسان
- الأمين بشيشي: شاعر وملحن ووزير ثقافة سابق.
- عبد الغاني زعلان: وزير النقل والأشغال العمومية حالياً.

رياضة
- عنتر يحيى: لاعب كرة قدم دولي 2003- 20 قاد المنتخب الوطني في كأس العالم جنوب إفريقيا وسجل هدف مباراة أم درمان الشهير ضد المنتخب المصري.
- توفيق مخلوفي: بطل أولمبي في سباق 1500 متر أولمبياد لندن 22.
- بوغالم إلياس: بطل العالم 2017 ومحطم الرقم القياسي، نائب بطل العالم 2014 للحمل بالقوة، بطل العرب 2013 الحمل بالقوة، بطل إفريقي 2013 الحمل بالقوة، بطل الجزائر عدة مرات، خبير برياضة كمال الأجسام والحمل بالقوة، مدرب وحكم وطني، من مواليد 11جانفي1987 بسوق اهراس.
- صالح تابات : الملقب بصالح البوڨسار ولد سنة 1922، تحصل على أول لقب له سنة 1948 جهوي قسنطينة في الملاكمة وبطل الجزائر سنة 1951 توفي سنة 2000 في مرسيليا فرنسا.

الفن
- بقار حدة
- الشيخ بورقعة
- حورية عايشي
- عيسى جرموني
- هشام بومعراف.

## وصلات خارجية
- البوابة الثقافية الشاوية